# 小矢部 (横須賀市)
小矢部（こやべ）は、神奈川県横須賀市の地名。現行行政地名は小矢部一丁目から小矢部四丁目。住居表示実施済区域。

## 地理
横須賀市の中央部にある衣笠地区に属し、東に森崎、南に衣笠町、西に平作、北西に衣笠栄町、西に公郷町と接している。

### 河川
- 平作川

### 地価
住宅地の地価は、2023年（令和5年）1月1日の公示地価によれば、小矢部1-37-4の地点で11万6000円/m2となっている。

## 世帯数と人口
2023年（令和5年）4月1日現在（横須賀市発表）の世帯数と人口は以下の通りである。
| 丁目         | 世帯数    | 人口    |
| ------------ | --------- | ------- |
| 小矢部一丁目 | 1,245世帯 | 2,452人 |
| 小矢部二丁目 | 1,175世帯 | 2,333人 |
| 小矢部三丁目 | 672世帯   | 1,394人 |
| 小矢部四丁目 | 479世帯   | 921人   |
| 計           | 3,571世帯 | 7,100人 |

### 人口の変遷
国勢調査による人口の推移。
| 年                 | 人口  |
| ------------------ | ----- |
| 1995年（平成7年）  | 9,299 |
| 2000年（平成12年） | 8,981 |
| 2005年（平成17年） | 8,255 |
| 2010年（平成22年） | 7,707 |
| 2015年（平成27年） | 7,418 |
| 2020年（令和2年）  | 7,200 |

### 世帯数の変遷
国勢調査による世帯数の推移。
| 年                 | 世帯数 |
| ------------------ | ------ |
| 1995年（平成7年）  | 3,243  |
| 2000年（平成12年） | 3,290  |
| 2005年（平成17年） | 3,124  |
| 2010年（平成22年） | 3,052  |
| 2015年（平成27年） | 3,066  |
| 2020年（令和2年）  | 3,121  |

## 事業所
2021年（令和3年）現在の経済センサス調査による事業所数と従業員数は以下の通りである。
| 丁目         | 事業所数  | 従業員数 |
| ------------ | --------- | -------- |
| 小矢部一丁目 | 36事業所  | 123人    |
| 小矢部二丁目 | 40事業所  | 856人    |
| 小矢部三丁目 | 31事業所  | 194人    |
| 小矢部四丁目 | 27事業所  | 295人    |
| 計           | 134事業所 | 1,468人  |

### 事業者数の変遷
経済センサスによる事業所数の推移。
| 年                 | 事業者数 |
| ------------------ | -------- |
| 2016年（平成28年） | 133      |
| 2021年（令和3年）  | 134      |

### 従業員数の変遷
経済センサスによる従業員数の推移。
| 年                 | 従業員数 |
| ------------------ | -------- |
| 2016年（平成28年） | 1,460    |
| 2021年（令和3年）  | 1,468    |

## 交通
- 神奈川県道26号横須賀三崎線

## 施設
- 横須賀市立衣笠小学校
- 衣笠山公園
- 衣笠病院

## その他

### 日本郵便
- 郵便番号 : 238-0026[2]（集配局 : 横須賀郵便局[14]）。